# Chiến dịch Ostrogozhsk–Rossosh
Chiến dịch Ostrogozhsk–Rossosh (tiếng Nga: Острогожско-Россошанская операция) là tên gọi chính thức trong lịch sử Liên Xô (trước đây) và Liên bang Nga (hiện nay) của cuộc tấn công mùa đông 1942-1943 tại khu vực Ostrogozhsk - Rossosh trên thượng lưu sông Đông. Chiến dịch này nằm trong diến biến giai đoạn cuối của Chiến dịch Blau. Khởi đầu ngày 12 tháng 1 và kết thúc ngày 27 tháng một trong khi giai đoạn thứ ba trong khi Chiến dịch Cái Vòng còn đang tiếp diễn, Phương diện quân Voronezh do trung tướng Filipp Ivanovich Golikov chỉ huy sử dụng tập đoàn quân 40, các quân đoàn bộ binh 18 và quân đoàn xe tăng 15 (thuộc Tập đoàn quân xe tăng 3) ở cánh phải đã loại khỏi vòng chiến đấu Tập đoàn quân 2 (Hungary) và Quân đoàn sơn chiến Alpino, (quân đoàn còn lại của Tập đoàn quân 8 Ý tại mặt trận phía Đông); đánh thiệt hại nặng Tập đoàn quân 2 Đức, buộc tập đoàn quân này phải bỏ phòng tuyến sông Đông, lùi về giữ tuyến Prudki, Khmelevoye, Krugloye, phía tây Rossosh, Istobnoye, Soldarskoye trên bờ tây các con sông nhỏ Potudan, Tikhaya-Sosna và Tsyornaya-Kalitva. Quân đội Liên Xô cắt đứt đoạn phía Bắc con đường sắt thứ hai dọc phía Tây sông Đông. Chiếm được khu vực tam giác Ostrogozhsk - Rossosh - Alekseyevka, quân đội Liên Xô đã đẩy quân đội Đức ra xa Voronezh thêm hơn 100 km về phía Tây Nam, tạo một bàn đạp thuận lợi có thể uy hiếp Belgorod - Kharkov (về phía Tây) và Kursk (về phía Tây Bắc). Chiến dịch Ostrogozhsk–Rossosh có vai trò khởi đầu cho bốn chiến dịch có tính chiến thuật của quân đội Liên Xô tại trung lưu và hạ lưu sông Đông. Tiến hành gối tiếp với chiến dịch này là Chiến dịch Voronezh-Kastornoye đã đẩy quân Đức ra khỏi tỉnh Voronezh, tạo tiền đề cho chiến dịch Kharkov mà lần đầu tiên sau gần 2 năm, quân đội Liên Xô giành lại thành phố từ tay quân Đức, mặc dù mới chỉ giữ được không quá một tháng trước Trận Kursk.

## Bối cảnh
Sau thất bại tại mặt trận Stalingrad, quân đội Đức quốc xã và các đồng minh của nó đã phải chuyển sang thế phòng ngự chiến lược trên toàn bộ mặt trận Xô-Đức. Riêng tại Kavkaz, Cụm tập đoàn quân A Đức phải vừa rút lui vừa chống đỡ các đòn tấn công của Cụm tác chiến ven biển và Phương diện quân Bắc Kavkaz của Liên Xô nhằm thoát khỏi nguy cơ bị hợp vây. Trong cuộc rút quân này, Quân đoàn sơn chiến Alpino của phát xít Ý được điều về hướng Voronezh để tăng cường phòng tuyến sông Đông cùng với Tập đoàn quân 2 (Đức) và Tập đoàn quân 2 (Hungary).
Trong giai đoạn đầu của chiến dịch Voronezh (1942) các tập đoàn quân 38 và 60 đã phải lùi về tả ngạn sông Đông. Cuối tháng 7 năm 1942, Tập đoàn quân 6 của Phương diện quân Voronezh đã vượt sông Đông và chiếm được một bàn đạp nhỏ rộng 10 km, sâu 8 km tại khu vực Storozhevoy. Giữa tháng 9 năm 1942, Phương diện quân Voronezh đã sử dụng các tập đoàn quân 38, 40 và 60 mở chiến dịch tiến công nhằm chiếm lại phần phía Tây thành phố Voronezh đang ở trong tay Tập đoàn quân 2 (Đức). Trong chiến dịch này, chỉ có tập đoàn quân 40 chiếm được khu vực ngoại ô Tsizovka (???), các tập đoàn quân 38 và 60 đều thất bại khi đột kích vào thành phố. Tháng 10 năm 1942, Bộ Tổng tư lệnh quân đội Liên Xô ra lệnh dừng chiến dịch và chuyển phương diện quân Voronezh sang phòng ngự.
Đến cuối tháng 12 năm 1942, khi một lực lượng lớn quân đội Đức Quốc xã đang bị hút vào hướng Stalingrad để cứu viện cho Tập đoàn quân 6 (Đức) thì Phương diện quân Voronezh đã cải thiện được tuyến phòng thủ kéo dài từ đầu mối đường sắt Elets qua Kastornoye đến Voronezh và từ Voronezh dọc theo sông Đông qua Novaya Kalitva đến phía Đông Kantemirovka. Trong khi Phương diện quân Tây Nam (Liên Xô) đang tấn công thắng lợi vào Cụm tác chiến Hollidt (Đức) trong Chiến dịch Sao Thổ thì Phương diện quân Voronezh cũng chuẩn bị cho chiến dịch tại khu vực Ostrogozhsk - Rossosh. Chiến dịch diễn ra trong tình thế quân Đức không còn lực lượng dự bị tại tuyến cách mặt trận 400 km và nước Đức cũng như cả thế giới đang dõi theo kết cục của trận Stalingrad. Khác với mùa đông chiến tranh thứ nhất (1941-1942), đến mùa đông chiến tranh thứ hai (1942-1943), quân đội Liên Xô đã xây dựng được những đơn vị đột kích mạnh, binh lực tập trung, đó là các Tập đoàn quân xe tăng. Phương diện quân Voronezh được tăng cường Tập đoàn quân xe tăng 3 của tướng P. S. Rybalko gồm các quân đoàn xe tăng 12, 15, lữ đoàn xe tăng độc lập 179 và các sư đoàn bộ binh 48, 184.

## Binh lực và kế hoạch

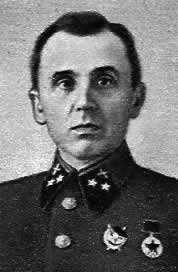
Trung tướng Kirill Moskalenko, tư lệnh tập đoàn quân 40

### Quân đội Liên Xô
- Tập đoàn quân 40 do trung tướng K. S. Moskalenko chỉ huy, biên chế gồm có:
  - Sư đoàn bộ binh cận vệ 25,
  - Các sư đoàn bộ binh 107, 141, 305, 322, 340 và lữ đoàn bộ binh 235;
  - Các lữ đoàn xe tăng 86, 116, 192;
  - Trung đoàn pháo phản lực cận vệ 76;
  - Các trung đoàn pháo chống tăng cận vệ 4, 784 và 595;
  - Các trung đoàn súng cối 493 và 494;
  - Trung đoàn pháo binh 1148 và 1289;
  - Trung đoàn công binh 14.
- Tập đoàn quân xe tăng 3 do trung tướng P. S. Rybalko chỉ huy, trong biên chế có:
  - Quân đoàn xe tăng 12 gồm các lữ đoàn xe tăng 30, 97, 106, lữ đoàn bộ binh cơ giới 13 và trung đoàn công binh 6;
  - Quân đoàn xe tăng 15 gồm các lữ đoàn xe tăng 88, 113, 185, lữ đoàn bộ binh cơ giới 52 và trung đoàn công binh 5;
  - Sư đoàn bộ binh cận vệ 48;
  - Sư đoàn bộ binh 184;
  - Sư đoàn kỵ binh 7;
  - Các trung đoàn pháo chống tăng 1172, 1245;
  - Trung đoàn pháo phản lực 62;
  - Các trung đoàn pháo 71, 319, 470.
- Quân đoàn bộ binh độc lập 18 của tướng P. V. Zykov gồm các sư đoàn bộ binh 161, 219 và 309 và lữ đoàn bộ binh 129.
- Tập đoàn quân không quân 2 do thiếu tướng K. N. Smirnov chỉ huy, biên chế gồm có:
  - Các sư đoàn tiêm kích 205 và 205;
  - Các sư đoàn ném bom 50 và 227;
  - Các sư đoàn cường kích 375, 376 và 878.

Trên khu vực đột phá có chính diện chỉ 10 km của Tập đoàn quân 40 đã tập trung một lực lượng pháo binh lớn với mật độ lên đến 108 khẩu pháo và súng cối/km. Cách tiền duyên 3–4 km có 11 tiểu đoàn pháo tầm xa 122 li và 152 li, mỗi tiểu đoàn gồm 6 khẩu đội. Ngoài ra còn có 2 lữ đoàn pháo phản lực bố trí xen kẽ giữa các đơn vị pháo binh mặt trận. Mật độ pháo binh tầm xa cũng đạt đến 25 khẩu/km, bảo đảm chế áp các trận địa pháo của quân Đức cách xa đến 10 km sau tiền duyên. Ở hai bên sườn cửa đột phá, mật độ pháo binh chỉ có 57 khẩu trên trận tuyến dài 75 km. Mặc dù biết rằng, tập trung pháo binh về một cửa đột phá hẹp như vậy là mạo hiểm nhưng tướng Moskalenko cho rằng đó là cách tốt nhất để đột phá nhanh qua các tuyến phòng thủ của quân Đức với điều kiện phải giữ được bí mật việc tập trung quân ở khu vực cửa mở đã dự kiến.
Ngày 6 tháng 1 năm 1942, trong khi Phương diện quân Stalingrad đang chuẩn bị mở Chiến dịch Cái Vòng thì tại Sở chỉ huy Tập đoàn quân xe tăng 3 đã diễn ra hội nghị triển khai kế hoạch tấn công của chỉ huy các binh đoàn Liên Xô do G. K. Zhukov và A. M. Vasilevsky chủ trì. Ngày 9 tháng 1, mọi công tác chuẩn bị đã hoàn tất. Ngày 12 tháng 1, Tập đoàn quân 40 đã mở một số trận đánh trinh sát chiến dịch để kiểm tra lần cuối cùng các thông tin về tình hình quân Đức. Sau khi được báo cáo rằng tại khu vực đột phá, các tập đoàn quân 40 và xe tăng 3 đã tạo được ưu thế 1,3/1 về người, 2,7/1 về xe tăng và 5/1 về pháo và súng cối, các tư lệnh chiến trường của quân đội Liên Xô quyết định mở chiến dịch mà không chờ Quân đoàn xe tăng 4, các lữ đoàn trượt tuyết và sư đoàn pháo phòng không đến chiến trường do việc vận chuyển đường sắt bị thiếu chất đốt.
Kế hoạch tấn công tại Ostrogozhsk-Rossosh được xây dựng theo hình mẫu chiến thuật của Chiến dịch Sao Thổ với các đòn tấn công xuyên tâm, chia cắt kết hợp với các mũi tấn công hợp điểm, bao vây trên từng khu vực. Chủ lực cánh bắc là Tập đoàn quân 40, cánh nam là Tập đoàn quân xe tăng 3. Ngoài ra, các cuộc tấn công tại hướng thứ yếu cũng được dự kiến giao cho Quân đoàn bộ binh độc lập 18 với nhiệm vụ kiềm chế các lực lượng đối phương tại khu vực Sumy-Liski. Từ căn cứ đầu cầu Starozhevoy ở phía Nam Voronezh, cánh quân xung kích của Tập đoàn quân 40 gồm 3 lữ đoàn xe tăng 5 sư đoàn bộ binh có nhiệm vụ đột kích trên chính diện 10 km từ Arkhangenskoye đến Devitsa. Ở phía Nam, Tập đoàn quân xe tăng 3 giáng đòn đột kích vào khu vực Alekseiyevka và Ostrog (???). Ở giữa trận tuyến, Quân đoàn bộ binh độc lập 18 được tăng cường lữ đoàn bộ binh 129 đánh xuyên qua Petrovskoye và Krinitsa, phát triển đến tuyến Karpenkovo - Ostrogozhsk. Kế hoạch dự kiến hợp vây ba cụm quân lớn của đối phương tại Ostrogozhsk Alekseiyeka và Rossosh.

### Quân đội Đức Quốc xã, Hungary và Ý
Cụm quân Đức đối diện với các Phương diện quân Liên Xô tại phía Tây Voronezh còn được gọi là Cụm tác chiến Weichs. Đây là cánh Bắc của Cụm tập đoàn quân B (Đức). Sau khi thành lập Cụm tập đoàn quân Sông Đông gồm các đơn vị quân đội Đức Quốc xã tại khu vực Stalingrad và Minlerovo - Likhaya - Rostov, phần còn lại được đổi tên theo tên người chỉ huy nó. Cụm này do Thống chế Maximilian Freiherr von Weichs chỉ huy, biên chế tính đến ngày 12 tháng 1 có:
- Tập đoàn quân 2 (Đức) do tướng Hans von Salmuth chỉ huy, sau khi một số đơn vị được điều đi tăng cường cho hướng Stalingrad và được bổ sung 3 sư đoàn từ Balkan, biên chế còn lại gồm các đơn vị:
  - Quân đoàn bộ binh 13 do tướng Erich Straube chỉ huy, gồm các sư đoàn bộ binh 68, 82, 340 và 377.
  - Quân đoàn bộ binh 55 do tướng Erwin Vierow chỉ huy, gồm các sư đoàn bộ binh 45, 88, 299 và sư đoàn xe tăng 20;
  - Quân đoàn bộ binh 7 do tướng Ernst-Eberhard Hell chỉ huy, gồm các sư đoàn bộ binh 57, 75, 323 và 383;
- Tập đoàn quân 2 (Hungary) do tướng Gusztáv Vitéz Jány chỉ huy gồm các sư đoàn bộ binh 2, 3, 5, 8, 10; các sư đoàn cơ giới 1, 2, 4.
- Quân đoàn sơn chiến Alpino (Ý) do tướng Italo Gariboldi chỉ huy gồm các sư đoàn bộ binh sơn chiến 2, 7, sư đoàn kỵ binh 3 và lữ đoàn cơ giới 6.

Quân đội Đức Quốc xã cố gắng giữ bằng được tuyến đường sắt thứ hai chạy dọc phía Tây sông Đông, sát với mặt trận để dễ dàng cơ động lực lượng đến các hướng bị tấn công, điều này cực kỳ quan trọng đối với quân đội Đức tại mặt trận phía Đông khi họ đã gần như không còn lực lượng dự bị rảnh rỗi để điều động tăng cường cho các hướng bị uy hiếp. Tại khu vực mặt trận, cánh quân này chia cắt giữa Phương diện quân Bryansk và Phương diện quân Voronezh tại tuyến Kremenchuk - Liski. Đối với quân đội Đức, thành phố Ostrogozhsk vừa là căn cứ hậu cần trực tiếp của mặt trận, vừa là đầu mối của 4 tuyến đường sắt quan trọng từ đây toả đi Kursk ở phía Tây, Kharkov ở phía Tây Nam, Voronezh ở phía Bắc, Liski ở phía Đông và xuống phía Nam, đến Kantemirovka (đã bị quân đội Liên Xô cắt đứt tại đây). Việc bám giữ được đầu mối đường sắt này có ý nghĩa cực kỳ to lớn về giao thông quân sự, trực tiếp phục vụ cho các lực lượng Đức đang phòng thủ ở hữu ngạn sông Đông.

## Diễn biến chiến sự

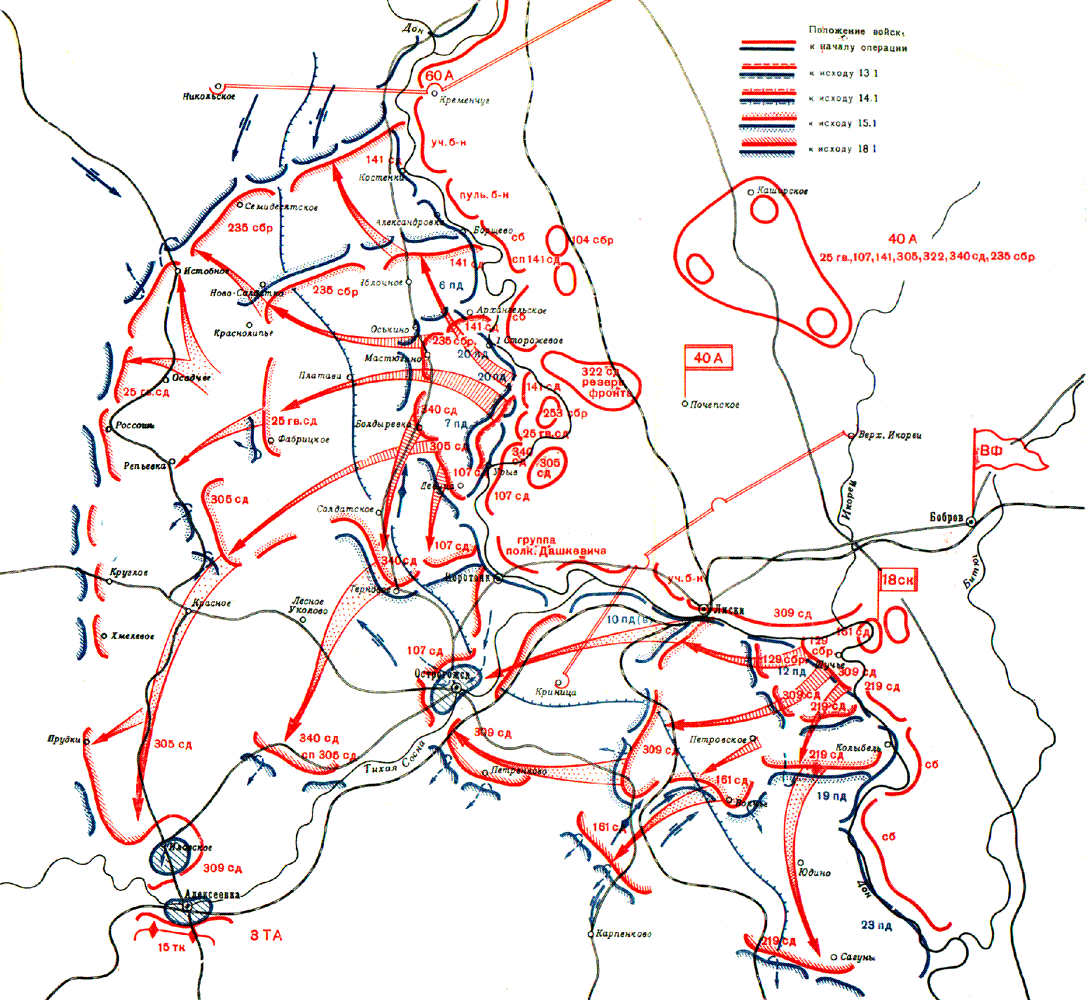
Diễn biến tại cánh Bắc của Chiến dịch Ostrogozhsk-Rossosh

Sau khi khẳng định chính xác các thông tin về tình hình quân Đức vẫn còn nguyên giá trị, ngày 12 tháng 1, quân đội Liên Xô bắt đầu mở các trận tấn công lớn ở cánh Bắc và cánh Nam. Cánh quân trung tâm của Quân đoàn bộ binh độc lập 18 tạm thời chưa hoạt động. Tập đoàn quân xe tăng 3 vẫn tiếp tục các trận đánh trinh sát. 11 giờ sáng ngày 12 tháng 1, sau một giờ pháo kích chuẩn bị, các đơn vị đi đầu của Tập đoàn quân 40 gồm các sư đoàn bộ binh 107, lữ đoàn bộ binh độc lập 235 và lữ đoàn xe tăng 86 đã tràn qua tuyến phòng thủ đầu tiên của các sư đoàn bộ binh 5, 8 (Hungary) và sư đoàn xe tăng 20 (Đức) tại khu vực Starozhevoy, Uryv và đến trưa, đã tiến đến khu vực Boldyrevka. Quân Hungary chống cự yếu ớt và nhanh chóng đầu hàng. Ngay sau hai giờ giao chiến đầu tiên đã có hơn 1.000 lính và 32 sĩ quan Hungary hạ vũ khí. Tướng Moskalenko đã tung ngay các đơn vị chủ lực của Tập đoàn quân 40 gồm các sư đoàn 305, 340, 141 và các lữ đoàn xe tăng 116, 192 tràn qua đột phá khẩu và tiếp tục tấn công. Đến cuối ngày thứ hai của chiến dịch, cửa đột phá đã được mở rộng lên đến 50 km và sâu 17 km.
Không chỉ mở đột phá khẩu, Tập đoàn quân 40 còn phải hướng đòn tấn công về phía Nam, đến Ostrogozhsk để nhanh chóng chặn đường rút lui của quân Đức và Ý. Sư đoàn xe tăng 20 (Đức) đã bị chia cắt, trung đoàn xe tăng 70 được điều về phòng thủ Ostrogozhsk, hai trung đoàn còn lại phải tác chiến trên hai hướng Volochnoye (???) và Boldyrevka. Tuy nhiên, tướng Moskalenko chỉ tung lữ đoàn xe tăng 86 và 141 lên hướng bắc, sư đoàn 25 cận vệ sang hướng tây và lữ đoàn bộ binh 235 chen giữa., đánh chiếm thị trấn Alekseyevka, còn các lữ đoàn xe tăng 116, 192 và các sư đoàn bộ binh 305, 340,107 được lệnh tiến nhanh qua Soldatskoye và Ternovoye về hướng Krasnoye, Lesnoye Ukolovo nhằm cắt đứt con đường sắt Ostrogozhsk - Kursk. Do sư đoàn pháo binh 10 ngay từ loạt đạn đầu tiên đã nã trúng trung tâm truyền tin của Sở chỉ huy tập đoàn quân 2 (Đức) nên pháo binh Đức không thể xạ kích vào đúng những hướng cần thiết để yểm hộ cho bộ binh và xe tăng.
Ở hướng Nam, Tập đoàn quân xe tăng 3 bắt đầu tấn công ngày 13 tháng 1 và sau ba giờ chiến đấu mới đột phá tuyến phòng ngự của quân Đức trên chiều sâu từ 1 đến 3 km. Để tăng tốc độ tấn công, tướng P. S. Rybalko tung cả hai quân đoàn xe tăng 12 và 15 vào chiến đấu. Đến cuối ngày, các quân đoàn xe tăng đã khoét sâu lỗ đột phá từ 12 đến 15 km, tiêu diệt Bộ tham mưu quân đoàn xe tăng 24 (Đức) ở khu vực Zhilino. Ngày 15 tháng 1, quân đoàn xe tăng 15 phát triển về phía Bắc, hướng đến Alekseyevka, quân đoàn xe tăng 12 tấn công theo hướng Tây Bắc, vòng lên khu vực Rossosh, quân đoàn kỵ binh 7 yểm hộ phía Nam của quân đoàn xe tăng 12.
Ngày 14 tháng 1, Quân đoàn bộ binh độc lập 18 ở cánh giữa cũng bắt đầu tấn công và đến cuối ngày 15 tháng 1 đã đột phá qua dải phòng thủ thứ hai của quân Đức tại tuyến Tây Liski, Krinitsa, Petrovskoye và Vokchie (???) sau các trận đánh ban đêm dưới trời rét 25 độ dưới không. Trong khi Tập đoàn quân xe tăng 3 và Tập đoàn quân 40 dồn ép quân Đức và quân Hungary từ phía Nam và phía Bắc thì Quân đoàn bộ binh 18 chia cắt đối phương thành từng nhóm lẻ, hoàn thành việc chiếm lĩnh chiều sâu chiến thuật giai đoạn 1 của chiến dịch và chuyển ngay sang tấn công các cụm quân Đức-Hungary tại Alekseyevka, Ostrogozhsk và Rossosh mà không có thời gian tạm dừng chiến thuật.
Sau ba ngày đêm hình thành trận tuyến bao vây bên ngoài, quân đoàn xe tăng 12, các sư đoàn 107 và 308 (Quân đoàn bộ binh 18) đã bao vây ba sư đoàn Đức tại thị trấn Ostrogozhsk. Hai sư đoàn bộ binh và trung đoàn xe tăng 70 (Đức) nhanh chân thoát khỏi vòng vây chạy về Karpenkovo. Lối thoát duy nhất còn lại của quân Đức tại cánh nam là một hành lang hẹp không quá 10 km chạy qua giữa hai thị trấn Alekseyevks và Ylovskoye (???). Ngày 16 tháng 1, quân đoàn xe tăng 12 (Tập đoàn quân xe tăng 3) đã chiến đấu trên các đường phố của thị trấn Rossosh và giải phóng thị trấn này ngay trong ngày hôm đó. Trên hướng cực Nam của chiến dịch, quân đoàn kỵ binh 7 cũng đánh chiếm thị trấn Valuyki. Ngày 18 tháng 1, vòng vây của quân đội Liên Xô đã khép chặt quanh khu vực tam giác Ostrogozhsk - Rossosh - Alekseyevka trên diện tích rộng khoảng 2.500 km². Trong vòng vây là một đạo quân gồm 13 sư đoàn Đức, Hungary và Ý.
Từ ngày 19 đến ngày 24 tháng 1, các cụm phòng thủ của quân Đức và đồng minh đã không còn yểm hộ được cho nhau và lần lượt bị quân đội Liên Xô tràn ngập. Ngày 20 tháng 1, 4 sư đoàn Đức bị đánh tan ở khu vực phía Đông thị trấn Rossosh. Ngày 22 tháng 1, cụm quân Đức-Hunggary tại thị trấn Ostrogozhsk chịu chung số phận Ngày 24 tháng 1, 9.000 quân Đức và Ý tại thị trấn Alekxeyevka hạ vũ khí đầu hàng.

## Kết quả và ảnh hưởng

Xe tăng và bộ binh Liên Xô đánh chiếm Rossosh

Sau khi những tiếng súng cuối cùng tắt hẳn trên chiến trường ngày 26 tháng 1, quân đội Liên Xô đã xóa sổ 5 sư đoàn Đức, 7 sư đoàn Hungary, 3 sư đoàn sơn chiến Ý; bắt 86.000 tù binh. Quân Đức và đồng minh bỏ lại trên chiến trường 170 xe tăng, 1.700 pháo, 4.000 súng cối, 2.800 súng máy, 6.000 tiểu liên, 55.000 súng trường, 1.500 con ngựa, 600.000 viên đạn pháo và 160 nhà kho các loại. Chỉ trong vỏn vẹn 15 ngày, quân đội Liên Xô đã giải phóng một vùng đất lớn có chiều rộng 250 km, sâu 140 km với diện tích 2.500 km² với nhiều đầu mối giao thông đường sắt quan trọng tại Ostrogozhsk, Rossosh, Korotoyak, Alexeyevka và Valuiky.
Về quân sự, thất bại của tập đoàn quân 2 (Đức), tập đoàn quân 2 Hungary và quân đoàn Alpino Ý đã đẩy cánh quân Đức đang đối diện với khu vực Voronezh vào tình thế bị uy hiếp từ phía Nam trong khi thống chế Maximilian Freiherr von Weichs không còn trong tay một lực lượng dự bị đáng kể nào tại khu vực mặt trận này. Chiến dịch Ostrogozhsk–Rossosh như một sự lặp lại của Chiến dịch Sao Thổ với quy mô nhỏ hơn đã đánh sập cánh Bắc của Cụm tập đoàn quân B tạo bước chuyển biến thuận lợi cho Chiến dịch Voronezh-Kastornoye và Chiến dịch Kharkov sau này. Quân đội Liên Xô đã kiểm soát hoàn toàn và khôi phục lại hoạt động trên tuyến đường sắt quan trọng từ Kantemirovka đi Liski mà sau này, trở thành tuyến đường quyết định đối với công tác hậu cần và chuyển quân dọc mặt trận trong Chiến dịch Kursk. Đáng tiếc là Phương diện quân Tây Nam đã không phát huy được kết quả của các chiến dịch này và thất bại trong việc tiến hành Chiến dịch Bước Nhảy (tiếng Nga:«Скачок»). Nhân cơ hội đó, thống chế Đức Erich von Manstein mở cuộc phản công tại hướng Tây Nam, đánh chiếm lại Kharkov sau 18 ngày nằm trong tay quân đội Liên Xô, tạo một bàn đạp thuận lợi để thực hiện Chiến dịch Thành trì tại mặt Nam của vòng cung Kursk.